# 2-я Украинская советская армия (РККА)
2-я Украинская советская армия (укр. Друга українська радянська армія) — объединение РККА, сформированное во время Гражданской войны. Создана приказом по войскам Украинского фронта от 15 апреля 1919 года (на основе решения РВС Украинского фронта от 24 марта 1919) из частей Группы войск харьковского направления. Входила в состав Украинского фронта, с 27 апреля 1919 — Южного фронта. 4 июня 1919 армия расформирована, её соединения вошли в состав 14-й армии Южного фронта. Штаб армии находился в Екатеринославе.

## Состав
2-я Украинская советская армия создана из частей Группы войск харьковского направления (Заднепровская дивизия, 2-я отдельная бригада, 3-я бригада, Крымская бригада), которые были сведены в 2 штатные дивизии:
- 3-я Украинская советская дивизия,
- 7-я Украинская советская дивизия.

## Боевые действия
Армия вела бои против иностранных интервентов, освободив от них Одессу и Крым, и против деникинцев в Донбассе.
5 апреля 1-я Заднепровская Украинская советская дивизия Украинского фронта выполнила поставленную задачу – захватила Перекопский перешеек и должна была остановиться на выгодных позициях, заперев белых в Крыму, но приказа вышестоящего командования не последовало. Начдив (начальник дивизии) повёл дивизию вглубь полуострова.
В апреле 1919 года 2-я Украинская советская армия прорвала укрепления белых и интервентов на Перекопе и овладела значительной часть Крыма, 29 апреля взяв Севастополь. Затем армия заняла побережье Азовского моря от Геническа до Мариуполя. В мае войска армии участвовали в ликвидации григорьевского восстания в районе Екатеринослава, станций Гришино и Синельниково, вели оборонительные бои против деникинских войск в районах станций Иловайская и Сватово и города Купянск.
В июне 1919 переформирована в 14-ю армию, которая в 1919–20 годах отличилась в боях против деникинцев и войск буржуазно-помещичьей Польши.

## Командный состав
Командующие:
- А. Е. Скачко (7 апреля — 7 июня 1919)

Члены РВС:
- В. Я. Дуцис (7 апреля — 7 июня 1919),
- А. Тищенко (7 апреля — 5 мая 1919),
- Н. П. Вишневецкий (5 мая — 7 июня 1919).

Начальники штаба:
- Н. А. Карташов (7 апреля — 7 июня 1919)